# 太平桥乡 (桃源县)
太平橋鄉位於中国湖南省常德市桃源縣中北部，距县城30余公里，人口1.64万，面积80.3平方千米。轄中心、太陽山、跑馬嶺、新坪、向家坪、譚家鋪、九莊堉、兩汊港、青雲山、金鳳山、藍家橋、黃柏山、龔家溪共13個行政村。

## 历史沿革
1949年属青云乡，1952年改属第十八区，1956年建太平桥乡，1958年属三阳公社，1961年析置太平桥公社，1984年复改乡。1996年，乡政府改驻太平桥。
桥头溪乡下辖以下地区：
中心村、跑马岭村、向家坪村、九庄育村和黄柏山村。